# 113 (عدد)
113 (مائة وثلاثة عشر) هو عدد صحيح. يلي العدد 112 ويسبق العدد 114 وهو عدد طبيعي موجب.